# Helenenmarsch
Der Helenenmarsch (Armeemarsch II, 127 (173)) wurde im Jahr 1857 vom preußischen Militärmusiker Friedrich Lübbert (1818–1892) komponiert. Der Marsch entstand ursprünglich unter dem Titel Schwarz und Weiß nach den preußischen Landesfarben; selten wird er noch heute unter diesem Titel geführt.
Lübbert war zum Zeitpunkt der Komposition Musikdirektor des in der Bundesfestung Luxemburg stationierten 35. Infanterie-Regiments. Der Berliner Musikverlag Bote & Bock hatte, wie schon in den Jahren zuvor, einen Kompositionswettbewerb für einen neuen Parademarsch ausgeschrieben. Sieger unter mehr als hundert eingesandten Wettbewerbsbeiträgen wurde Lübbert mit seinem Marsch mit dem ursprünglichen Titel Schwarz und Weiß. Später widmete er den Marsch der Berliner Schriftstellerin und Salonnière Helene von Hülsen. Der Grund für die Umwidmung ist nicht bekannt. Die häufig zu lesende Angabe, die Widmungsträgerin sei die Gattin von Lübberts Regimentskommandeur gewesen, ist offenbar unrichtig; Helenes Ehemann Botho von Hülsen war 1857 vielmehr Generalintendant der Königlichen Schauspiele zu Berlin. Die Komposition fällt besonders durch ihr äußerst eingängiges und schwungvolles Thema auf, das aufgrund seiner Exaktheit im 2⁄4-Takt besonders gut zur Untermalung des Marschtritts geeignet ist.
Der Helenenmarsch war der Truppenmarsch des Panzerartilleriebataillons 25 der Bundeswehr. Später diente er als solcher u. a. dem 2012 aufgelösten Heeresführungskommando in Koblenz, von dem ihn das Kommando Heer übernommen hat. Außerdem ist er heute Truppenmarsch des Zentrums für Geoinformationswesen der Bundeswehr mit Sitz in Euskirchen.
Der Helenenmarsch erreichte in den 1970er-Jahren in Deutschland einen gewissen Bekanntheitsgrad, da Loriot ihn als Musik für seine kabarettistische Darstellung des Opa Hoppenstedt im Sketch Weihnacht auswählte. Die Szene, in der Hoppenstedt mit schwungvollen Armbewegungen den Marschtakt des Helenenmarsches unterstreicht, gehört heute zu den Kultszenen der deutschen Fernsehkomik.